# Doodemanskisten

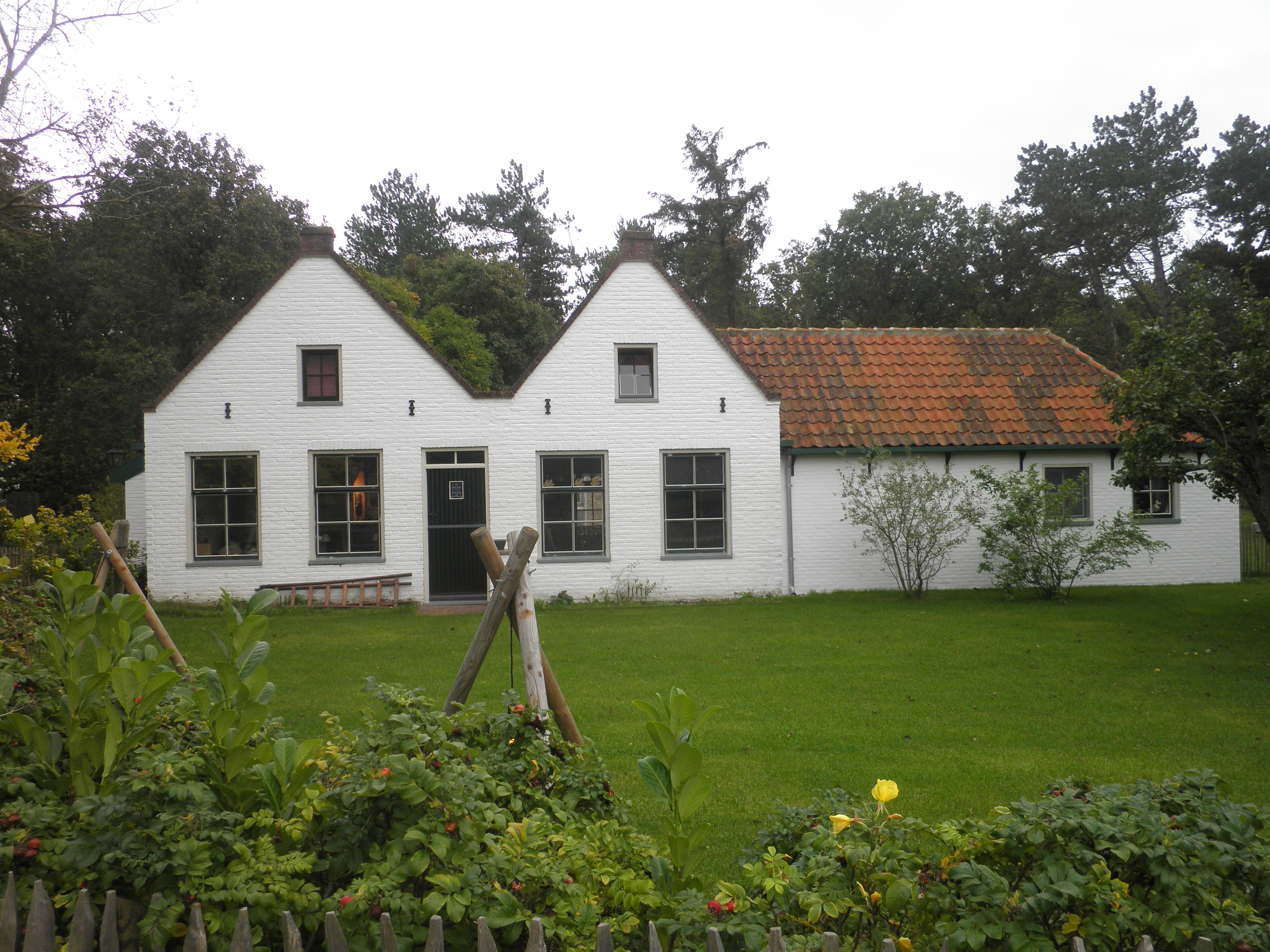
19e-eeuwse boswachterswoning onder twee zadeldaken tussen topgevels aan Buiten de Kom

De Doodemanskisten (ook wel Dodemanskisten) is een duinmeertje in het bos aan de noordwestzijde van het dorp West-Terschelling. Het water is zo'n 300 meter lang en 100 meter breed.
De langwerpige vorm van Doodemanskisten in combinatie met de zuidwestelijke ligging, komt overeen met de zuidwestelijke windrichting die ook de jongste duinen op Terschelling heeft gevormd. Dit wijst mogelijk op een ontstaan als duinmeertje. Bij hoge waterstanden loopt het water van Doodemanskisten via een geul(tje) door de duinen af op het Groene Strand, waarna het zoete water uiteindelijk in de zoute Waddenzee loopt.

## Naam
Over de naam bestaat geen zekerheid. Vast staat wel dat Doodemanskisten zeker geen pingoruïne is. Een van de verhalen die de naam kan verklaren, zegt dat 'doodemans' (korte, dikke, worstvormige bossen rijs) werden gebruikt als bekisting die de laagte in de duinen moest afsluiten in de tijd dat het Groene Strand nog het witte strand was en de evenwijdig lopende duinen de zeereep vormden. Als dat waar mocht zijn, is er vast een open verbinding met de zee geweest. Een andere naamsverklaring zou een verwijzing naar een drenkelingenkerkhof kunnen zijn, mogelijk van de Lutine.

## Natuur
Het meertje bestaat ten minste sinds 1769. In oktober van dat jaar werden namelijk twintig strandpalen geplaatst, de eerste iets westelijker van Doodemanskisten, een plaats in duin, alzo genaamd, doordat in vroeger tijd een vloot koopvaardijschepen in de haven Maklijk Oud quarantaine liggende, de doden op die schepen stervende, aldaar begraven. Tegenwoordig staat de bebouwing dicht bij het meertje, zodat dit gemakkelijk te bereiken en te vinden is. Met het 19e-eeuwse boswachtershuisje (het rijksmonument Huis Dodemanskisten vormt het een rustige plek in de natuur.) In het gebied zitten veel watervogels, vooral eenden. Midden in het meertje liggen twee, voorheen met bomen begroeide eilandjes, die niet bereikbaar zijn. In de winter met sneeuw en ijs wordt het duinmeertje gebruikt door ijsclub Noordpool van West-Terschelling.

## Herstelproject
In 2013 ging het herstelproject Doodemanskisten van start. Dit project had tot doel om het meertje te verschonen, de waterstand beter regelbaar te maken en het omliggende landschap opener te maken met een grotere kans op ijs in de winter. Hiertoe werd een aanzienlijk gedeelte van de omringende bomen gekapt, ook op de twee eilandjes in het meertje. Tevens werden de oevers glooiend gemaakt en de paden verlegd, en werd een rietveld aangelegd voor het zuiveren van het water; ook de bodem werd opgeschoond.

## Krokodil
Bij een storm op 28 oktober 2013 sneuvelde de dikste dennenboom bij Doodemanskisten, bij de bankjes aan de noordzijde. Van het hout werd door een kunstenaar een krokodil met een slang in zijn bek gezaagd.